# Glina (osada leśna w województwie mazowieckim)
Glina – osada leśna w Polsce, położona w województwie mazowieckim, w powiecie ostrowskim, w gminie Małkinia Górna.
W latach 1975–1998 osada należała administracyjnie do województwa ostrołęckiego.